# Salpicon

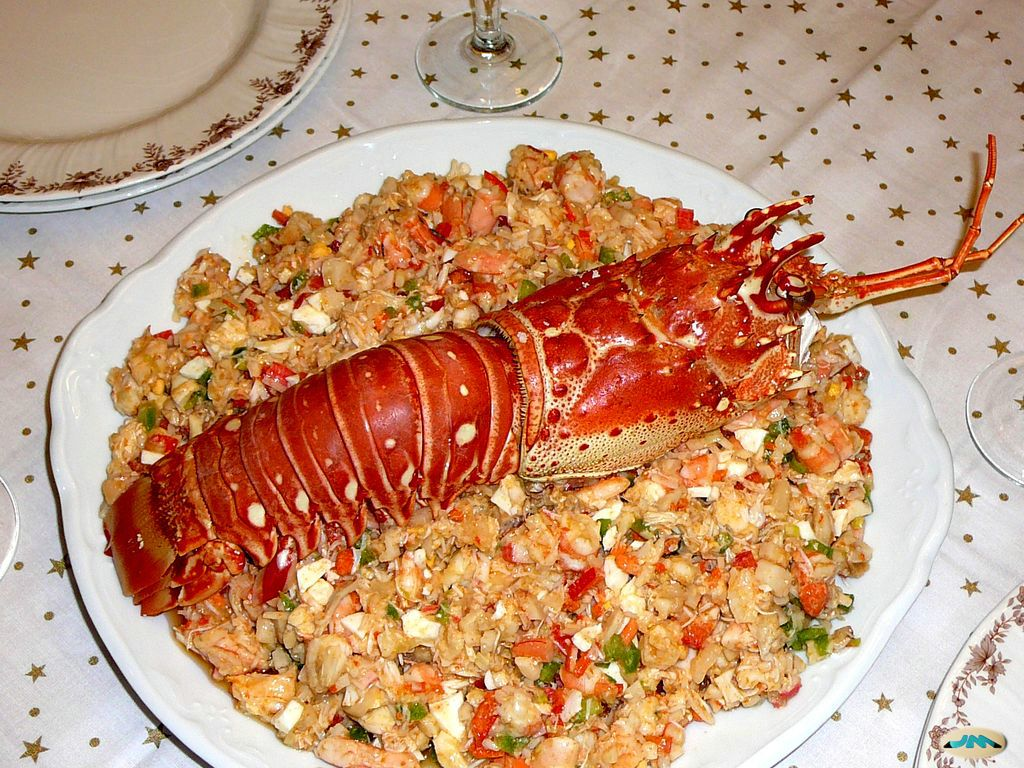
Salpicon de fruits de mer et langouste.

Le salpicon est un mélange à base de légumes, de fruits, de poisson ou encore de viande.
Les ingrédients sont coupés en petits dés. Ils sont liés par une sauce blanche ou brune de même nature, ou avec de la vinaigrette ou une sauce mayonnaise pour les salpicons froids. Les fruits sont macérés dans de l'alcool ou de la liqueur.
Par exemple, la macédoine (de légumes).